# Companhia Paranaense de Energia
Companhia Paranaense de Energia, plus connue sous le nom de Copel, est une compagnie brésilienne d'énergie électrique de l'État du Paraná. Elle fait partie de l'indice Bovespa.